# Tyler Davis
Tyler Lee-Deon Davis (San Jose, 22 maggio 1997) è un cestista statunitense con cittadinanza portoricana.